# Khan Sheikhoun
Khan Sheikhoun (auch Khan Scheichun, arabisch خان شيخون Chan Schaichun, DMG Ḫān Šayḫūn) ist eine Stadt im Gouvernement Idlib im Nordwesten von Syrien. Bei der Volkszählung im Jahr 2010 wurden 50.469 Bewohner gezählt. Während des syrischen Bürgerkriegs verdoppelte sich diese Zahl aufgrund der Flüchtlingsströme, die die Stadt erlebte. Allerdings verließen viele ihrer ursprünglichen Bewohner sowie die Geflüchteten die Stadt infolge der intensiven Bombardierungen, denen sie ausgesetzt war.

## Geschichte

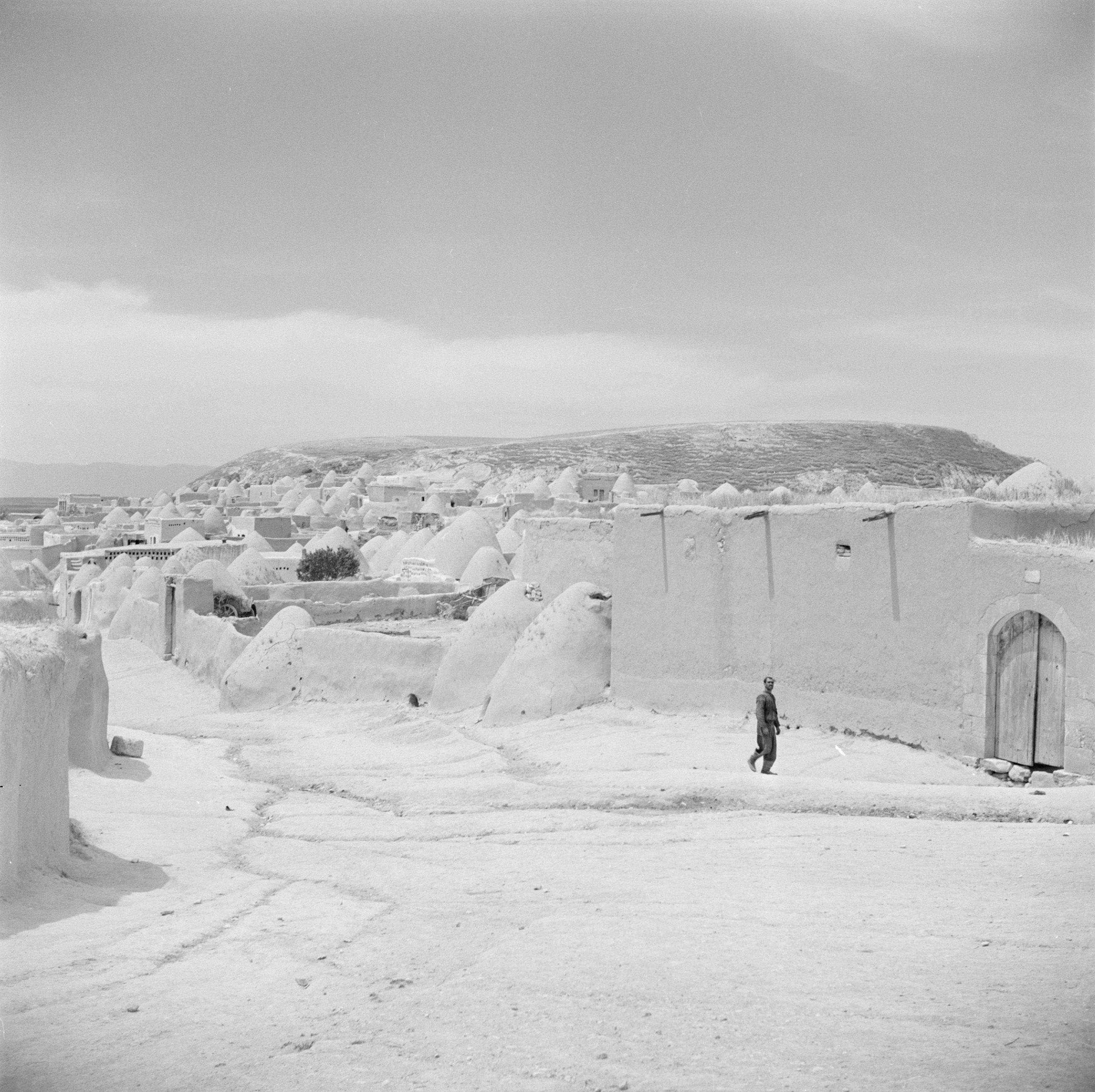
Bienenkorbhütten von Chan Scheichun im Jahr 1950

Die Stadt wurde zuerst im 20. Jahrhundert v. Chr. in der Bronze- und Eisenzeit besiedelt. Chan Scheichun erhielt seinen Namen von einer Karawanserei (Khan bzw. Chan) aus dem 14. Jahrhundert, die vom mamlukischen Emir Sayf al-Din Schaichu al-'Umari erbaut wurde. Die Stadt entstand um diesen Chan herum und liegt unterhalb eines prominenten Tells, wo Ausgrabungen, die 1930 unter der Leitung des französischen Comte du Mesnil du Buisson durchgeführt wurden, Hinweise auf eine Besiedlung bis ins 20. Jahrhundert v. Chr. zurück enthüllten. Der Tell, der etwa 200–250 Meter lang und 18–24 Meter hoch ist, wurde in der Bronze- und Eisenzeit abgeflacht, um eine Plattform für eine Reihe von befestigten Städten zu schaffen, die nacheinander übereinander gebaut wurden. Die zweite dieser Städte, die auf etwa 700 v. Chr. datiert wird, wurde als die neuassyrischen Stadt Aschchani identifiziert. Der Ort wurde um 300 v. Chr. verlassen.
In jüngerer Zeit war Chan Scheichun für seine Bienenkorbhütten bekannt, eine architektonische Bauweise, die in der gesamten Levante vorkommt und wahrscheinlich von dort nach Nordafrika exportiert wurde. Chan Scheichun blieb relativ klein, bis es in jüngerer Zeit wuchs.

### Syrischer Bürgerkrieg
Bei dem Giftgasangriff von Chan Schaichun am 4. April 2017 während des Bürgerkriegs in Syrien starben mindestens 86 Menschen und weitere wurden verletzt. Die Provinz Idlib wurde damals von einem syrischen Rebellenbündnis kontrolliert und galt als wichtigste Hochburg der Rebellen. Von Expertenteams der Vereinten Nationen sowie von Regierungen verschiedener Staaten verantwortlich gemacht für den Angriff wurde die syrische Regierung.
Nach wochenlangen Gefechten mit vorrückenden Regierungstruppen und zahlreichen Luftangriffen gaben die verbliebenen Kämpfer des Haiʾat Tahrir asch-Scham (HTS) und verbündeter Milizen den Ort am 20. August 2019 nach eigenen Angaben auf.

## Geographie
Die Stadt Chan Scheichun gehört zum Bezirk Maarat an-Numan im südlichen Umland von Idlib und ist administrativ dem Gouvernement Idlib im Nordwesten Syriens zugeordnet. Sie liegt 35 Kilometer von der Stadt Hama, 100 Kilometer von Aleppo und 70 Kilometer von Idlib entfernt.
Die Stadt hat eine strategische Bedeutung, da sie eine Verbindung zwischen dem nördlichen Umland von Hama und dem südlichen Umland von Idlib darstellt. Zudem befindet sie sich an der internationalen Straße, die Aleppo mit Damaskus verbindet.

### Klima
Das Klima der Stadt Chan Scheichun ist warm und gemäßigt. Der Regen fällt hauptsächlich im Winter, während es im Sommer relativ wenig Niederschlag gibt. Die durchschnittliche Jahrestemperatur beträgt 17,6 °C, und der jährliche Niederschlag liegt im Durchschnitt bei 379 mm.

## Sport
Volleyball ist die beliebteste Sportart in der Stadt Chan Scheichun. Der Volleyballverein der Stadt hat ausgezeichnete Platzierungen erreicht und spielt in der höchsten Liga. Im Jahr 2007 belegte er den dritten Platz in Syrien. Zudem gibt es in der Stadt einen Fußballverein, der in der dritten Liga spielt.

## Persönlichkeiten

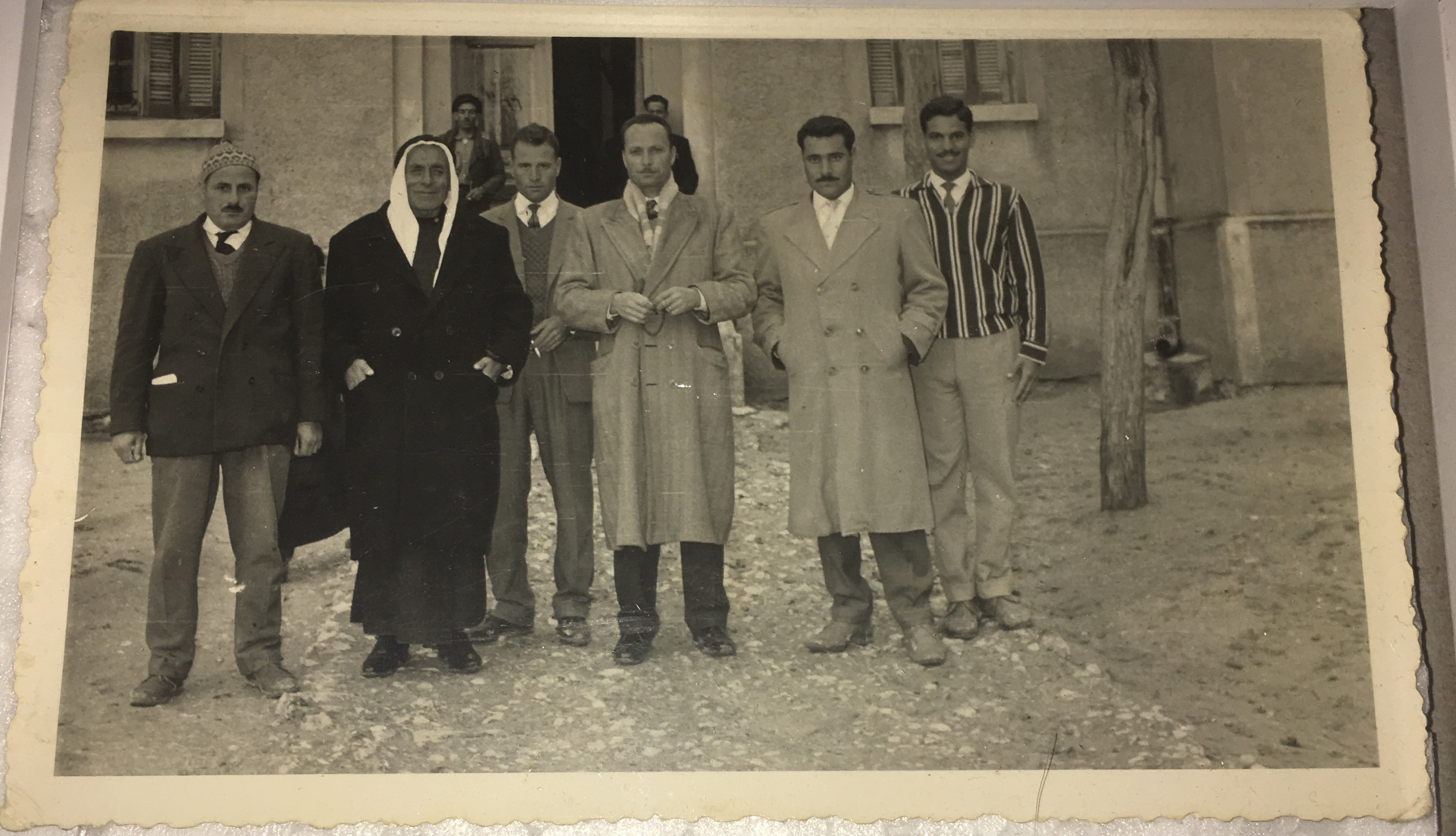
Majed Abdulkader al-Kutaini (Mitte, mit Schal), ehemaliger Bürgermeister der Stadt von 1950 bis 1975

Khan Sheikhoun zeichnet sich durch ein starkes Familiensystem aus, das unter anderem die Familien al-Najm, al-Dyoub, al-Halawa, Abed, Biserini, al-Kutaini, al-Mawas, al-Youssef, al-Sarmani, al-Sawadi und al-Khattab umfasst. Die Stadt ist auch bekannt als die Heimat des Dichters und Gelehrten Abu al-Huda al-Sayyadi.
Im Laufe der Jahre hat Khan Sheikhoun viele prominente Persönlichkeiten hervorgebracht, darunter Politiker, Intellektuelle sowie bedeutende Figuren in den Bereichen Wissenschaft, Verwaltung und Militär. Der ehemalige Bürgermeister Majed Abdulkader al-Kutaini wurde 1917 in der Stadt geboren, studierte dort sowie in der Stadt Hama. Er übernahm die Position als Bürgermeister von 1950 bis 1975. Er war bekannt für seine Bescheidenheit und seine ständige Hilfsbereitschaft.